# 陳謨 (弘治進士)
陳謨（1459年—？），字汝嘉，山東濟南府歷城縣人，民籍，明朝政治人物。

## 生平
弘治二年己酉科山東鄉試第二十名舉人。弘治三年（1490年）中式庚戌科會試第二百三十一名，三甲第一百一十九名進士。

## 家族
曾祖陳仲信；祖父陳良貴；父陳孜，母楊氏。慈侍下。